# New Kent County
New Kent County är ett administrativt område i delstaten Virginia, USA, med 18 429 invånare. Den administrativa huvudorten (county seat) är New Kent.

## Geografi
Enligt United States Census Bureau har countyt en total area på 579 km². 543 km² av den arean är land och 36 km² är vatten.

### Angränsande countyn
- King William County - norr
- King and Queen County - öster
- James City County - sydost
- Charles City County - söder
- Henrico County - sydväst
- Hanover County - väster